# Silla cantilever

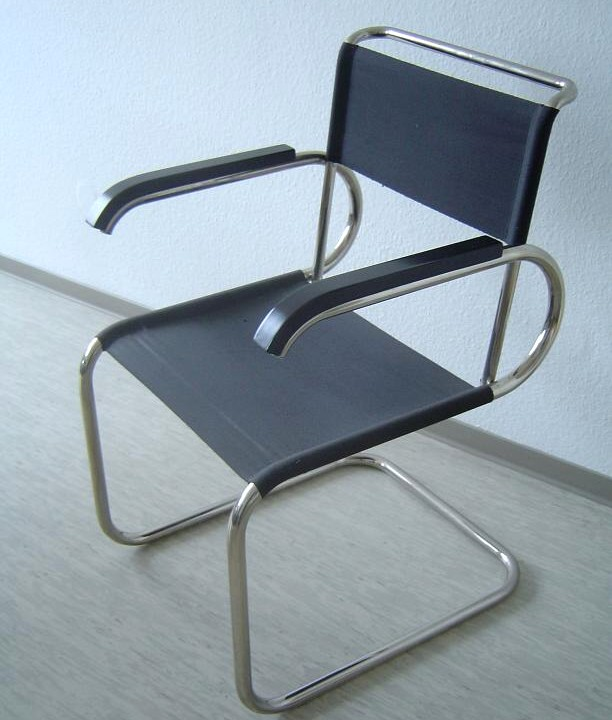
Silla Cantilever.

La silla cantilever es una silla que no tiene las dos patas traseras, aguantando el peso en las dos anteriores y su prolongación horizontal.
Oficialmente se atribuye el primer diseño de este tipo a Mart Stam, arquitecto urbanista y diseñador de muebles neerlandés vinculado a la Escuela de la Bauhaus, en 1926. En 1927 Mies van der Rohe patentó también un modelo de esta silla. Otro diseñador de este modelo de silla fue el húngaro Marcel Breuer, que experimentó con nuevos diseños con tubos de acero. Sigue siendo un ejemplo importante del diseño del siglo XX.